# Карразеду (Браганса)
Карразеду (порт. Carrazedo) — бывший район (фрегезия) в Португалии, входил в округ Браганса. Являлся составной частью муниципалитета Браганса. По старому административному делению входил в провинцию Траз-уж-Монтиш и Алту-Дору. Входил в экономико-статистический субрегион Алту-Траз-уш-Монтеш, который входит в Северный регион. Население составляло 146 человек на 2001 год. Занимал площадь 31,30 км².
При реорганизации 2012—2013 годов был объединён с Каштрелушем. 
Покровителем района считается святая Цецилия (порт. Stª Cecília).